# Avarové (Kavkaz)
Kavkazští Avarové či Avaři jsou kavkazský národ, který obývá především Dagestánskou republiku v jižním Rusku, kde jsou nejpočetnějším etnikem (27,9 %); počet příslušníků je přibližně 800 000, z toho přes 700 000 žije právě v Dagestánu, kde obývají především hornatou jihozápadní část země. Avarové dále žijí v Rusku, Ázerbájdžánu a Turecku.
Avarové hovoří avarštinou, která náleží do severovýchodní (dagestánské) skupiny kavkazských jazyků, většina jich ovládá také ruštinu. 
Shoda názvu avarského národa s označením kočovného etnika Avarů, se kterými přišla ve středověku Evropa do styku, je předmětem dohadů a bádání o možném společném původu.